# Freightliner/G.I. Joe's 200 2001
Frightliner/G.I. Joe's 200 2001 var den åttonde deltävlingen i CART World Series 2001. Racet kördes den 24 juni på Portland International Raceway, och vanns av Max Papis. Vinnaren Papis hade både pole position och snabbaste varv, vilket kompletterade hans första hattrick i karriären. Mästerskapsledaren Kenny Bräck slutade inte högre än elva, men drygade ändå ut ledningen, sedan Hélio Castroneves missat poäng med en sjuttondeplats. Roberto Moreno och Christian Fittipaldi slutade tvåa och trea, medan deras brasilianska landsman Max Wilson gjorde CART-karriärens bästa insats med en fjärdeplats.

## Slutresultat
| Plats | Förare               | Team                     | Grid | Kvaltid |
| ----- | -------------------- | ------------------------ | ---- | ------- |
| 1     | Max Papis            | Team Rahal               | 1    | 57,713  |
| 2     | Roberto Moreno       | Patrick Racing           | 8    | 58,197  |
| 3     | Christian Fittipaldi | Newman/Haas Racing       | 7    | 58,112  |
| 4     | Max Wilson           | Arciero/Brooke Racing    | 19   | 58,636  |
| 5     | Patrick Carpentier   | Forsythe Racing          | 10   | 58,231  |
| 6     | Dario Franchitti     | Team KOOL Green          | 5    | 58,057  |
| 7     | Scott Dixon          | Chip Ganassi Racing      | 4    | 57,962  |
| 8     | Michael Andretti     | Team Motorola            | 16   | 58,572  |
| 9     | Oriol Servià         | Sigma Autosport          | 14   | 58,499  |
| 10    | Cristiano da Matta   | Newman/Haas Racing       | 2    | 57,866  |
| 11    | Kenny Bräck          | Team Rahal               | 22   | 58,759  |
| 12    | Alex Tagliani        | Forsythe Racing          | 20   | 58,662  |
| 13    | Gil de Ferran        | Marlboro Team Penske     | 15   | 58,534  |
| 14    | Bryan Herta          | Zakspeed/Forsythe Racing | 12   | 58,432  |
| 15    | Michel Jourdain Jr.  | Herdez Bettenhausen      | 24   | 58,938  |
| 16    | Jimmy Vasser         | Patrick Racing           | 9    | 58,221  |
| 17    | Hélio Castroneves    | Marlboro Team Penske     | 3    | 57,944  |
| 18    | Tora Takagi          | Walker Racing            | 17   | 58,600  |
| 19    | Adrián Fernández     | Fernández Racing         | 23   | 58,826  |
| 20    | Maurício Gugelmin    | PacWest Racing           | 11   | 58,430  |
| 21    | Paul Tracy           | Team KOOL Green          | 13   | 58,443  |
| 22    | Shinji Nakano        | Fernández Racing         | 18   | 58,601  |
| 23    | Bruno Junqueira      | Chip Ganassi Racing      | 6    | 58,061  |
| 24    | Tony Kanaan          | Mo Nunn Racing           | 21   | 58,697  |
| 25    | Memo Gidley          | Chip Ganassi Racing      | 25   | 59,073  |
| 26    | Alex Zanardi         | Chip Ganassi Racing      | 26   | 59,213  |